# A304 (Frankrijk)

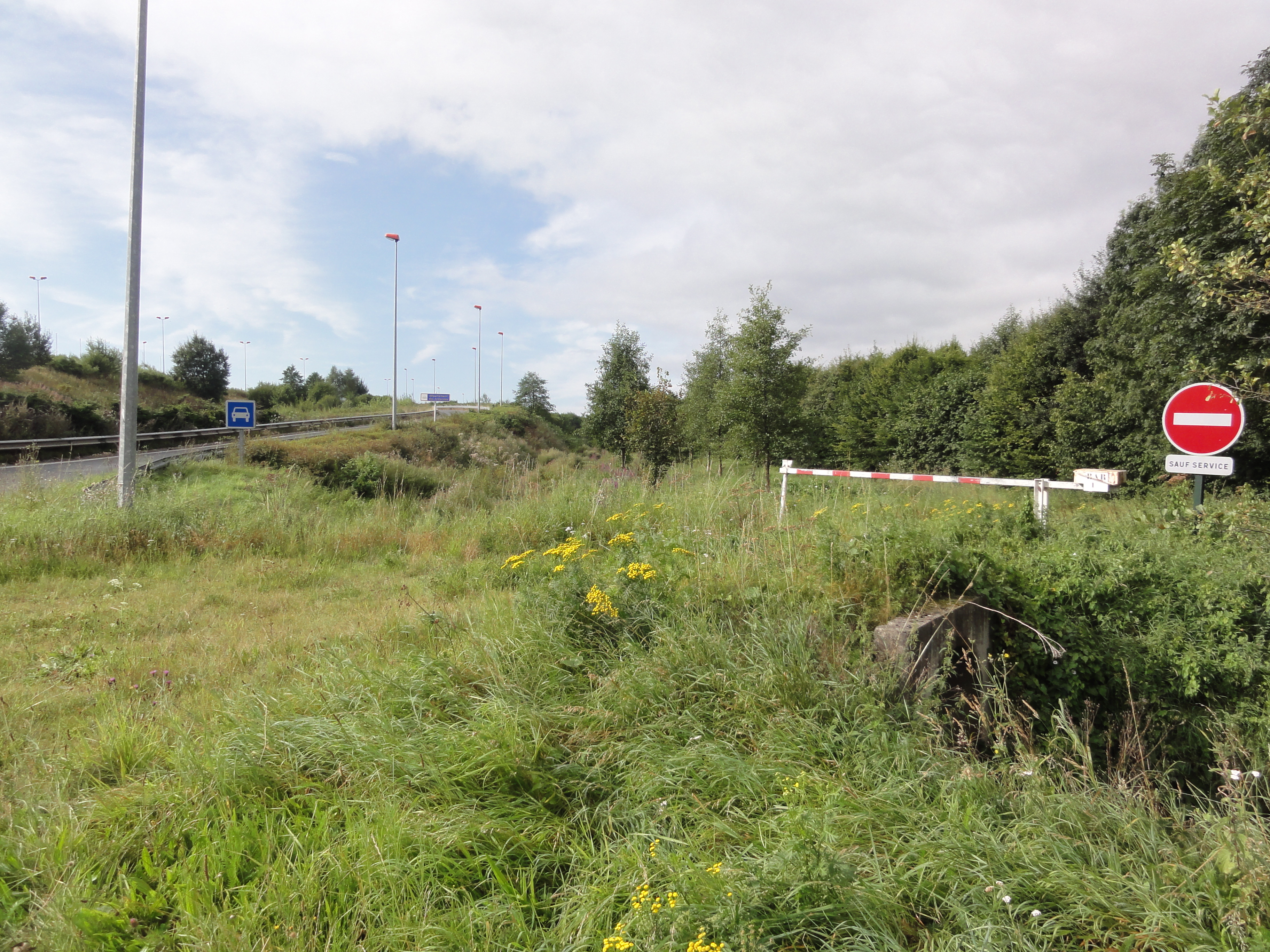
Gué-d'Hossus: de Frans-Belgische grens, met links, het begin van de A304 die al jaren eerder werd voorzien als rondweg rond Rocroi

De A304, oftewel Autoroute des Ardennes, is een Franse autosnelweg die La Francheville, ten zuiden van Charleville-Mézières met de Belgische grens bij Gué-d'Hossus verbindt via Rocroi. Tezamen met de A34 vormt het een snelle verbinding tussen de A26 en A4 bij Reims en de Belgische steden Charleroi, Brussel en Antwerpen. Zo biedt deze route op de as Dijon-Brussel een alternatief voor de drukke A31. Tegelijkertijd biedt de snelweg een snellere toegang tot het Ardennendepartement. Het gaat, net als de A34, om een tolvrije weg. De weg is onderdeel van de Trans-Europese verbinding Rotterdam - Marseille en bespaart 40 kilometer in vergelijking met de route via de A31 (via Metz).

## Bouw
Aanvankelijk werd de kost van de bouw van de 31 kilometer lange autosnelweg geschat op 278 miljoen euro (2003), maar in 2016 bleek de uiteindelijk kostprijs 483 miljoen euro te bedragen, wat de A304 geteld per kilometer tot de duurste niet-tolweg zou maken.
In 2008 begonnen de voorbereidende werken. De bouw van de weg heeft behoorlijk wat tegenslag te verwerken gehad. Zo hebben de werken stil gelegen door gerechtelijke procedures. Verder waren er problemen met de ondergrond. Hierdoor duurde de bouw van de weg erg lang. Het eerste deel Rocroi-Le Piquet (8 kilometer) is op 22 december 2017 geopend. De rest (23 kilometer) volgde op 31 juli 2018.

## Tracé
In 2003 werden drie mogelijke tracés bekendgemaakt, waarvan uiteindelijk een tracé werd gekozen dat tussen Belval en Sury, ten zuiden van Haudrecy, tussen Sormonne en Lonny, en ten zuiden van Rimogne zou passeren. Uiteindelijk werd er echter gekozen voor een licht gewijzigd tracé, dat ten westen van Sormonne en Le Châtelet-sur-Sormonne passeert.
De aanleg van de autosnelweg zorgde voor bijkomende fragmentatie van het landschap van de Thiérache. De impact is slechts beperkt in vergelijking met voorgestelde projecten ter verbeteren van de doorstroming op de noord-zuid autosnelweg in het Moezel-bekken, zoals bijvoorbeeld de aanleg van de A32.
Er zijn slechts drie op- en afritten: Belval, le Piquet en Rocroi.